# Aeroporto Yeager
L'Aeroporto Yeager (IATA: CRW, ICAO: KCRW) è un aeroporto civile statunitense della Virginia Occidentale situato a 4,8 km ad est di Charleston. L'aeroporto, situato a 289 m s.l.m., è servito da voli domestici ed è dotato di un unico terminal passeggeri con tre atri (Concourses A, B e C) e una pista in asfalto con orientamento 5/23 lunga 2.047 metri.